# セバスチャン・ウォルコット
セバスチャン・エドワード・ウォルコット（Sebastian Edward Walcott, 2006年3月14日 - ）は、バハマのニュープロビデンス島ナッソー出身のプロ野球選手（遊撃手）。右投右打。MLBのテキサス・レンジャーズ傘下所属。

## 経歴
2023年1月15日にアマチュア・フリーエージェントでテキサス・レンジャーズと契約してプロ入り。傘下のルーキー級ドミニカン・サマーリーグ・レンジャーズでプロデビューし、その後ルーキー級アリゾナ・コンプレックスリーグ・レンジャーズでもプレーした。